# UDFy-38135539
UDFy-38135539 (também conhecida como "HUDF.YD3") é uma das mais antigas e distantes galáxias observadas com um telescópio. Localizada na direção da constelação de Fornax, sua distância da terra é estimada em 13,1 bilhões de anos-luz.